# فرودگاه بین‌المللی غردقه
فرودگاه بین‌المللی غردقه (به عربی: مطار الغردقة الدولي) یک فرودگاه همگانی مسافربری با کد یاتا HRG است که یک باند فرود آسفالت دارد و طول باند آن ۴۰۰۰ متر است. این فرودگاه در شهر غردقه کشور مصر قرار دارد و در ارتفاع ۱۶ متری از سطح دریا واقع شده‌است.

## شرکت‌های هواپیمایی و مقصدهای پروازی
| شرکت‌های هواپیمایی                          | مقصدهای پروازی |
| ------------------------------------------ | --- |
| ایر قاهره                                  | بلگراد نیکولا تسلا، هانوفر، گاردرموئن اسلو، پراگ رازیون، اشتوتگارت، ام.آر. استفانیک، شوپن ورشو، کاتوویتس، زوارتنوتس فصلی: دوسلدورف |
| ایر لیسور                                  | چارتر: پکن، شانگهای پودنگ |
| ایر صربیا اجرا توسط ایر صربیا              | چارتر فصلی: بلگراد نیکولا تسلا |
| Azur Air Ukraine                           | فصلی: بوریسپیل، لیو دانیلو هالیتسکی                                                                                                |
| ALK Airlines                               | چارتر فصلی: صوفیه |
| بی‌اچ ایر                                   | چارتر فصلی: صوفیه |
| براوو ایرویز                               | فصلی: کیف ژولیانی |
| کوندور فلوگدینست                           | برلین شونفلد، دوسلدورف، فرانکفورت، هامبورگ، هانوفر، لایپزیگ/هال، مونیخ، اشتوتگارت                                                  |
| Corendon Dutch Airlines                    | اسخیپول آمستردام |
| ایزی‌جت                                     | گاتویک |
| easyJet Switzerland                        | فصلی: ژنو |
| ادلوایس ایر                                | زوریخ |
| هواپیمایی مصر                              | قاهره چارتر فصلی: کلوژ-نپوکا |
| اجیپت‌ایر اکسپرس                            | برج‌العرب، قاهره، شرم‌الشیخ |
| انتر ایر                                   | چارتر فصلی: شوپن ورشو، وروتسواف کوپرنیکوس                                                                                          |
| FlyEgypt                                   | چارتر فصلی: ویزه، وروتسواف کوپرنیکوس                                                                                               |
| جرمنیا                                     | برمن فصلی: درسدن، ارفورت-وایمار، هامبورگ، نورنبرگ، روستوک-لاگه                                                                     |
| جت تایم                                    | چارتر: کپنهاگ |
| Nile Air                                   | قاهره |
| نووایر                                     | چارتر: گوتنبرگ-لاندوتر |
| پگاسوس ایرلاینز                            | صبیحه گوکچن |
| اسمال پلنت ایرلاینز                        | چارتر: گدایسک لخ والسا، کاتوویتس، ویلنیوس                                                                                          |
| اسمارت‌وینگز اجرا توسط تراول سرویس ایرلاینز | فصلی: برنو-تورانی |
| سان‌اکسپرس دویچلند                          | دوسلدورف، فرانکفورت، هامبورگ، مونیخ، اشتوتگارت                                                                                     |
| Sundair                                    | چارتر فصلی: برلین تگل، فرانکفورت، کاسل کالدن                                                                                       |
| Thomas Cook Airlines                       | بیرمنگام، گاتویک، نیوکاسل، منچستر فصلی: گلاسگو                                                                                     |
| توماس کوک ایرلاینز بلژیک                   | بروکسل |
| Thomas Cook Airlines Scandinavia           | چارتر: کپنهاگ، استکهلم-آرلاندا |
| Thomson Airways                            | بیرمنگام، گاتویک، منچستر |
| ترانساویا.کام                              | چارتر فصلی: آیندهوون |
| تراول سرویس ایرلاینز                       | فصلی: بوداپست فرنک لیست، لئوس جانسیک استراوا چارتر فصلی: ام.آر. استفانیک، کوشیتسه، پراگ رازیون                                     |
| TUI fly Belgium                            | بروکسل فصلی: بروکسل جنوب شرلروآ |
| تی‌یوآی‌فلای                                 | دوسلدورف، فرانکفورت، هانوفر، مونیخ، اشتوتگارت                                                                                      |
| تی‌یوآی ایرلاینز نیدرلندز                   | چارتر: اسخیپول آمستردام |
| ترکیش ایرلاینز                             | آتاترک |
| هواپیمایی بین‌المللی اوکراین                | فصلی: بوریسپیل، لیو دانیلو هالیتسکی                                                                                                |
| Windrose Airlines                          | فصلی: بوریسپیل، لیو دانیلو هالیتسکی                                                                                                |